# Lista das rainhas da Oktoberfest de Blumenau

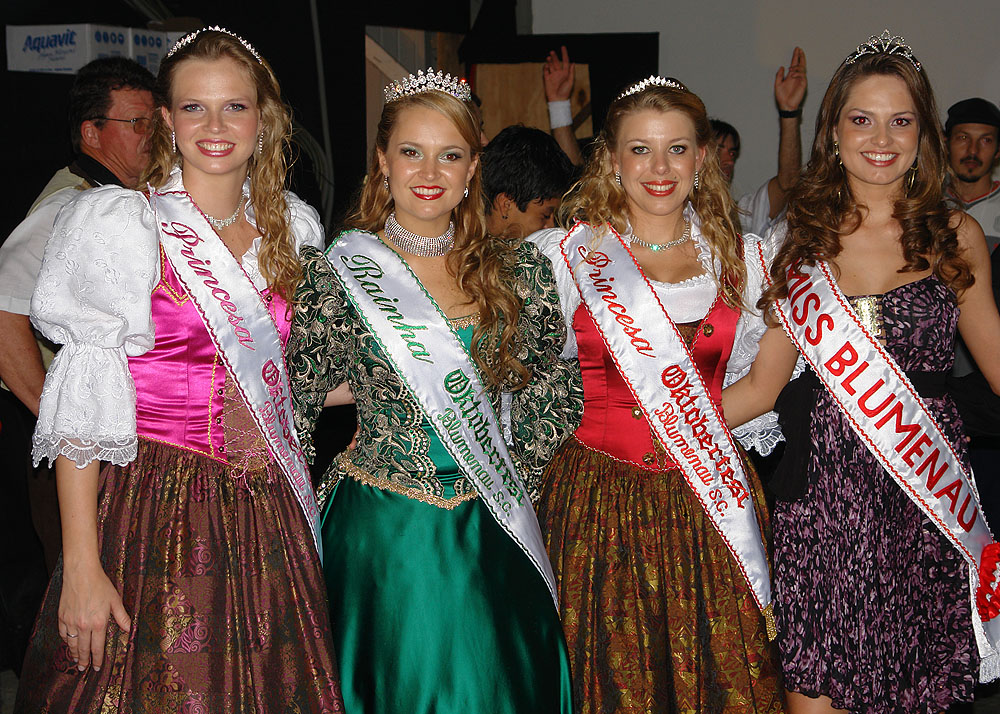
Rainha e Princesas da Oktoberfest e a Miss Blumenau

A Oktoberfest de Blumenau também tem sua rainha e princesas, que são as representantes da festa.

## Histórico
No início, a rainha e as princesas eram escolhidas nos meios dos Clubes de Caça e Tiro, onde, por concurso, era eleita a moça mais bonita dentre as candidatas. O processo continua sendo o mesmo, por concurso, mas hoje podem participar representantes da beleza blumenauense de toda a sociedade: associações de bairros, clubes de empresas, clubes recreativos, esportivos e sociais, enfim toda e qualquer moça que se sinta em condições de concorrer pode inscrever-se e participar do concurso desde que atenda os requisitos pré-estabelecidos no regulamento. Que destaca o fato da candidata ser solteira, ter idade entre 18 e 25 anos, residir em Blumenau pelo menos um ano e que tenha disponibilidade para viajar.
A primeira rainha da Oktoberfest, nascida em Blumenau, foi indicada pelos Clubes de Caça e Tiro. Desde então, uma verdadeira galeria de rainhas e princesas desfila pela trajetória da Oktoberfest, que emprestaram sua beleza e juventude para divulgar a festa pelo mundo afora. Para participar do concurso é necessário que a candidata preencha alguns requisitos tais como: ter entre 18 e 25 anos de idade, ser solteira, ter disponibilidade para viagens além de boa oratória e desenvoltura. Nas edições anteriores o evento contou com uma média de 45 inscritas. Já na edição de 2003 esse número passou para 143 inscrições. Este aumento no número de inscrições se deu ao trabalho de mídia (jornal e TV) realizado nos meses de janeiro a março de 2003.
O evento é coroado com uma festa, onde as candidatas desfilam com seus trajes típicos, maquiadas e penteadas, diante de uma platéia e de jurados atentos. Suas qualidades são pontuadas de acordo com vários critérios: postura, beleza facial e corporal, altura, simpatia, desenvoltura oral, dentre outros. As três primeiras classificadas são, respectivamente eleitas como: Rainha, primeira Princesa e segunda Princesa, e o mandato das eleitas tem duração de um ano.
A agenda é elaborada com base nos principais eventos do calendário nacional, evidenciando festas da região, encontros da Agência CVC Turismo, da ABAV – Associação Brasileira de Agentes de Viagens (Nacional), AVIESTUR – Associação de Agentes de Viagens do Interior de São Paulo, BNT Sul – Bolsa de Negócios e Turismo, ACAT'S Associação Catarinense de Supermercados, Festa Nacional do Peão de Boiadeiro. As atividades das três representantes são basicamente calçadas nas ações de marketing desenvolvidas para divulgarem a festa em nível nacional e internacional.

## Vencedoras
A seguir a lista das vencedoras do concurso de Rainha da Oktoberfest de Blumenau.
| Ano  | Rainha                                                | 1ª Princesa                                           | 2ª Princesa                                           | R      |
| 1984 | Ellen Budag                                           |                                                       |                                                       | —      |
| 1985 | Iracema Hiching                                       |                                                       |                                                       | —      |
| 1986 | Ivani Sasse                                           |                                                       |                                                       | —      |
| 1987 | Estefânia Wacholtz                                    |                                                       |                                                       | —      |
| 1988 | Rosane Heinz                                          |                                                       |                                                       | —      |
| 1989 | Ingelore Krause                                       |                                                       |                                                       | [ 3 ]  |
| 1990 | Patrícia Mello                                        |                                                       |                                                       | —      |
| 1991 | Evelise Lima                                          |                                                       |                                                       | —      |
| 1992 | Suzane Timmermanns                                    |                                                       |                                                       | —      |
| 1993 | Deyse Mary Kretz                                      |                                                       |                                                       | —      |
| 1994 | Regiane Grützmacher                                   |                                                       |                                                       | —      |
| 1995 | Márcia Porto                                          | Elisandra Schlindwein                                 | Amábile Schiphorst                                    | —      |
| 1996 | Elisandra Schlindwein                                 | Amábile Schiphorst                                    | Djenane Zunino                                        | —      |
| 1997 | Michelle Spengler                                     | Maria Regina Schmitt                                  | Patrícia Reichel                                      | —      |
| 1998 | Caroline Sommerfeld                                   | Fátima Schmiller                                      | Suzan Voelz                                           | —      |
| 1999 | Cristiane Rausch                                      |                                                       |                                                       | —      |
| 2000 | Denie Tabaldi                                         |                                                       |                                                       | [ 4 ]  |
| 2001 | Raquel Tolardo                                        |                                                       |                                                       | [ 5 ]  |
| 2002 | Morgana Hinsching                                     | Luana Lohse                                           | Elis Marciane Hertel                                  | [ 6 ]  |
| 2003 | Patrícia Lueders                                      | Franciane Christen                                    | Cíntia Goldacker                                      | [ 7 ]  |
| 2004 | Juliana Geisler                                       | Juliana da Silva                                      | Andressa Metzner                                      | [ 8 ]  |
| 2005 | Daniela Oechsler                                      | Naiara de Oliveira                                    | Tatiane Deschamps                                     | [ 9 ]  |
| 2006 | Aniele Espíndola                                      | Vanessa Luchtemberg                                   | Laura Noering                                         | [ 10 ] |
| 2007 | Roberta Felsky                                        | Jussara Schwanz                                       | Joana Leite                                           | [ 11 ] |
| 2008 | Michelly Eli Cisz                                     | Daisi Louise Tiefensee                                | Talita Machado                                        | [ 12 ] |
| 2009 | Vanessa Chacorowski                                   | Jussara Schwanz                                       | Bruna Camila Philippi                                 | [ 13 ] |
| 2010 | Katia Rossi Maes                                      | Raquel Malburg                                        | Kely Cristina de Freitas                              | [ 14 ] |
| 2011 | Cristiana Kruger                                      | Sabrina Beck                                          | Ana Paula Tolardo                                     | [ 15 ] |
| 2012 | Fernanda Klaumann                                     | Mariane Klann                                         | Danieli Sutil Muniz                                   | [ 16 ] |
| 2013 | Shirlene Reichert                                     | Cíntia Daniela Galz                                   | Bruna Daniela Eyroff                                  | [ 17 ] |
| 2014 | Sheila Ewald                                          | Tayene da Silva                                       | Deise Troian                                          | [ 18 ] |
| 2015 | Tamíris Gallois Ficht                                 | Malú de Oliveira                                      | Daniela Cristina Spézia                               | [ 19 ] |
| 2016 | Sophia Scarlett Piske                                 | Daniela Cristiane Morsch                              | Ricaelle Alissa Obenaus                               | [ 20 ] |
| 2017 | Bruna Ponchielli                                      | Vanessa Salvador                                      | Bianca Tribess                                        | [ 21 ] |
| 2018 | Karoline Gehre                                        | Daniele Kirsten                                       | Daniela Provesi                                       | [ 22 ] |
| 2019 | Camila Kreuz                                          | Sabrina Lenise Micheluzzi                             | Dany Anne Luchtenberg                                 | [ 23 ] |
| 2020 | Sasha Benner Bauer                                    | Giane Prochnow                                        | Franciele Aline Schwanke                              | [ 24 ] |
| 2021 | Edições não realizadas devido a pandemia de Covid-19. | Edições não realizadas devido a pandemia de Covid-19. | Edições não realizadas devido a pandemia de Covid-19. | [ 25 ] |
| 2022 | Edições não realizadas devido a pandemia de Covid-19. | Edições não realizadas devido a pandemia de Covid-19. | Edições não realizadas devido a pandemia de Covid-19. | [ 26 ] |
| 2023 | Joice Prochnow                                        | Heloisa Hort                                          | Edna Louise Oliveira                                  | [ 27 ] |
| 2024 | Thais de Sousa Bonatti                                | Nayara de Pin Spengler                                | Gabriela Poli                                         | [ 28 ] |
| 2025 | Gabrielle Cristine Kratz                              | Giane Prochnow                                        | Gabriela Schoeler                                     | [ 29 ] |

## Curiosidades
Informações sobre as rainhas e princesas:
- A primeira rainha da Oktoberfest, Ellen Budag, foi a única indicada pela comissão da festa. Nas edições seguintes, as rainhas foram eleitas por concurso.[30]
  - O vestido típico usado por Ellen, foi doado ao acervo do Museu da Família Colonial.

- Nos primeiros anos de festa, as candidatas ao reinado precisavam ser indicadas pelos clubes de caça e tiro. Com o passar do tempo, ampliou-se o envolvimento com a comunidade e qualquer garota que se encaixasse no perfil poderia concorrer ao posto.

- Em 1995, a Secretaria de Turismo resolveu ampliar o reinado de Márcia Porto para mais um ano em virtude do bom trabalho desenvolvido pelo trio de realezas. No entanto, em função da agenda, ela não aceitou. Automaticamente, a 1ª princesa na época, Elisandra Schlindwein, foi promovida ao posto de rainha.

- Caroline Evelyn Sommerfeld (1998), Raquel Tolardo (2001) e Michelly Elli Cisz (2008) foram as rainhas que mais causaram polêmicas. Motivo: elas não nasceram em Blumenau.

- Denie Tabaldi (2000) nasceu na Itália e tem origem alemã por parte de mãe. Sua eleição causou alvoroço na cidade, principalmente naquele ano, em que se comemorava 150 anos de Blumenau. A repercussão foi tanta que a organização do evento resolveu aderir seu sobrenome materno para anunciá-la aos locais: Denie Muller Tabaldi. Ela foi eleita Embaixatriz de Blumenau pouco tempo depois. Em 2005, chegou ao posto de coordenadora das rainhas e princesas da Oktoberfest.

- As candidatas achavam que precisavam ser loiras para ganhar o concurso. Com isso, muitas delas iam se inscrever com o cabelo castanho e, no ensaio geral, um dia antes do concurso, apareciam com os cabelos pintados.

- Aniele Espíndola, em 2006, foi a primeira rainha assumidamente morena.

- Patrícia Mello (1990) e Patrícia Lueders (2003) foram sondadas para sair em uma revista masculina durante os reinados. Os convites geraram comentários indignados pela cidade.

- A partir de 2002, as rainhas ganharam uma transformação visual. Os cabelos encaracolados e com topete e o batom vermelho deram lugar a penteados e maquiagens mais atuais. Neste mesmo ano foi alcançado o recorde de inscrições para participar do concurso: 165 candidatas.

- Patrícia Lueders, vencedora da edição de 2003, é a atual secretária de educação de Blumenau e presidente da União Nacional de Dirigentes Municipais de Educação (Undime) pela Região Sul (2019 a 2023). [31]

- A partir de 2005, o concurso para eleição da rainha deixou de ser feito no início do ano e passou a integrar a programação da festa em outubro.

- Na eleição para Rainha de 2018, Ana Paula Molverstet foi eleita devido a um erro na fórmula que envolveu o cálculo das notas dos jurados. Ela foi descoroada e ficou com o título por apenas trinta (30) minutos.[32]

- Tamíris Gallois Ficht (2015) e Sasha Benner Bauer (2020) foram eleitas Miss Santa Catarina em 2017 e 2023, respectivamente. 
  - Apenas Sasha conseguiu classificação no Miss Brasil 2023 obtendo um Top 16.